# Carrefour de l'Arbre
El Carrefour de l'Arbre (el Cruce del Árbol en su traducción al español; oficialmente Pavé de Luchin) es un tramo de carretera adoquinada de 2 100 metros conocido por albergar, tradicionalmente el segundo domingo de abril, a la París-Roubaix, el tercero de los cinco monumentos del ciclismo.
El sector Carrefour de l'Arbre se utilizó por primera vez en la Roubaix de 1958, ganada por el belga Leon Van Daele, y se utiliza sin excepción desde la edición de 1980.
Es el último de los 3 sectores de pavé catalogados como de máxima dificultad —cinco estrellas—, junto con la Trouée de Arenberg (95.5 km de meta aprox.) y Mons-en-Pévèle (48.5 km). Regularmente es el paso decisivo de la carrera debido a su proximidad a Roubaix (17.2 km) y al desgaste acumulado tras 52 km de tramos pavimentados.
La Asociación de Amigos de la París-Roubaix (Amis de Paris-Roubaix), creada en 1977, se encarga, entre otros sectores, de su mantenimiento y mejora.

## Descripción
La ruta parte hacia el oeste desde Camphin-en-Pévèle por la Rue —calle— de Cysoing hacia Camphin de l'Arbre, en la comuna colindante de Gruson. La primera parte del sector tiene una serie de curvas rápidas en un falso llano con un empedrado muy irregular. Después de un giro brusco a la izquierda, la segunda parte de 900 metros es recta y más suave, pasando al final del tramo por el Restaurante l'Arbre, célebre por el paso de la prueba.
El Carrefour de l'Arbre se encuentra en el mismo lugar donde tuvo lugar la batalla de Bouvines el domingo 27 de julio de 1214.

### Ficha técnica
- Longitud: 2 100 metros
- Dificultad: 5 estrellas
- Sector n.º 4 (17.2 km de meta aprox.)

## Videoteca
- Carrefour de l’Arbre Onboard (HD)

## Galería

Carrefour de l´Arbre.
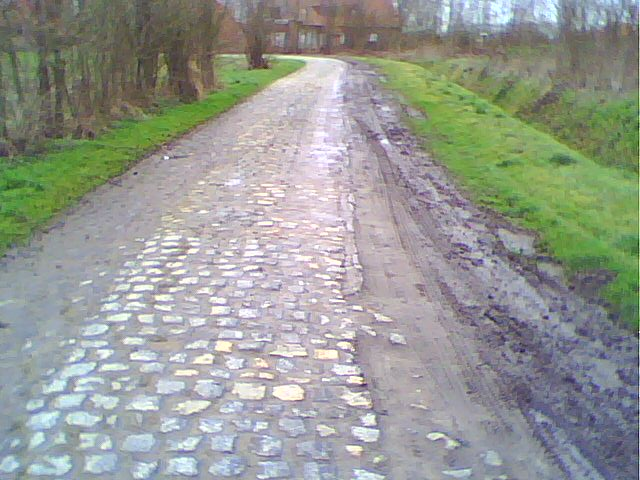
1.ª parte del tramo
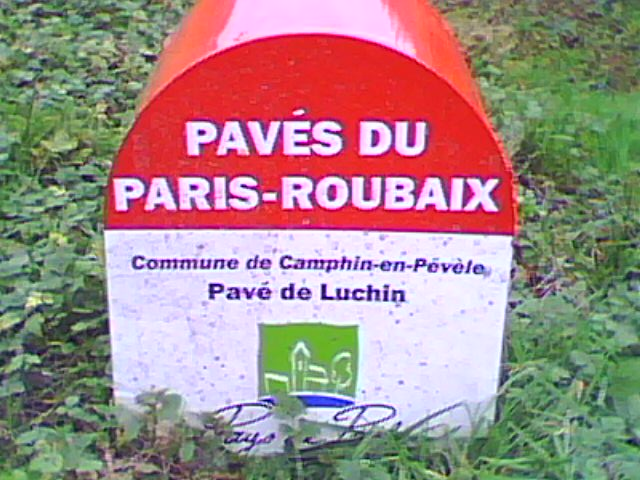
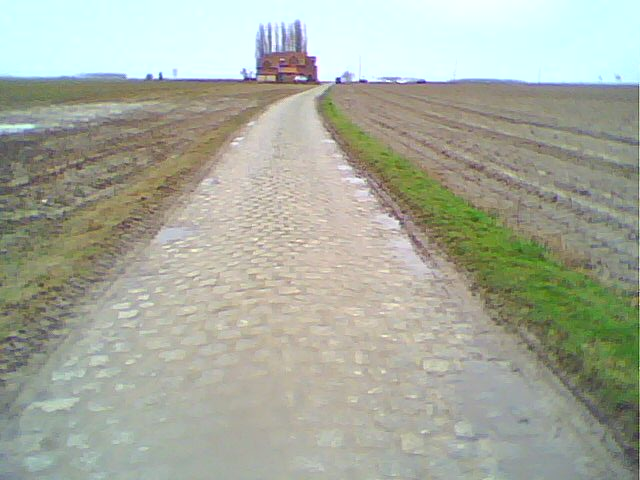
2.ª parte del tramo